# قلعة دبا الحصن
 قلعة دبا الحصن في مدينة دبا الحصن ، تابعة لـ إمارة الشارقة في الإمارات العربية المتحدة.
تعد قلعة دبا الحصن التي أمر بترميمها مؤخراً صاحب السمو الشيخ الدكتور سلطان بن محمد القاسمي، عضو المجلس الأعلى حاكم الشارقة شاهداً على عراقة وتاريخ مدينتها التي تقع على شاطئ خليج عمان ، يحدها شرقاً ساحل البحر وجنوباً مدينة دبا الفجيرة وشمالاً مدينة دبا البيعة ، وتطل عليها غرباً سلسلة من جبال الحجر الغربي . وتتبع مدينة دبا الحصن إمارة الشارقة وتبعد عنها نحو 120 كيلومتراً، وهي آخر مدينة في الإمارات في الجهة الشمالية من الساحل الشرقي .
واستمدت دبا الحصن اسمها من هذه القلعة التاريخية التي تتوسط المدينة وتشكل سجلاً تاريخياً، إذ عرفها العلماء والتجار والقادة والحكام منذ آلاف السنين، لذلك حملت القلعة تفاصيل حياة دبا الحصن، فمنذ نشوئها سكن الناس فيها وإليها التجؤوا في الحروب وفيها عقدوا أسواقهم فباعوا واشتروا . وظلت القلعة المعلم الرئيسي للمدينة التاريخية العريقة ومركزاً تاريخياً لأهاليها حتى العصر الحديث.
بنيت القلعة من الحجارة والجص والطين ولها برجان من الجنوب الغربي والشمال الغربي ويضم سور القلعة أربع غرف اثنتين في الأسفل واثنتين في الأعلى كما يوجد داخلها بئران في الجهة الغربية وجهة الشمال الشرقي، وللقلعة مدخلان، المدخل الكبير من جهة الجنوب الشرقي، وهو عبارة عن باب ضخم مصنوع من الخشب وهو مسقوف من (الجندل) وعلى جانبه جلستان وأمام القلعة من جهة الشرق (تخوت) وهي كراس طويلة مسقوفة من السعف (الدعن) لجلوس الولاة والحكام في أيام الصيف لقضاء حاجات أهالي المدينة ويكون في هذه الحضرة (الجلسة) الوالي وعدد من الأعيان والقاضي لحل أي مشكلة في الحال . وكان من مهام القاضي أيضاً آنذاك الخطابة في المسجد، وفي ذلك الوقت لم يكن في دبا الحصن سوى جامع واحد كبير يتوافد عليه المصلون يوم الجمعة من جميع أرجاء المدينة.